# Шёнталь
Шёнталь (нем. Schöntal) — община в Германии, в земле Баден-Вюртемберг.
Подчиняется административному округу Штутгарт. Входит в состав района Хоэнлоэ. Население составляет 5696 человек (на 31 декабря 2010 года). Занимает площадь 81,65 км².

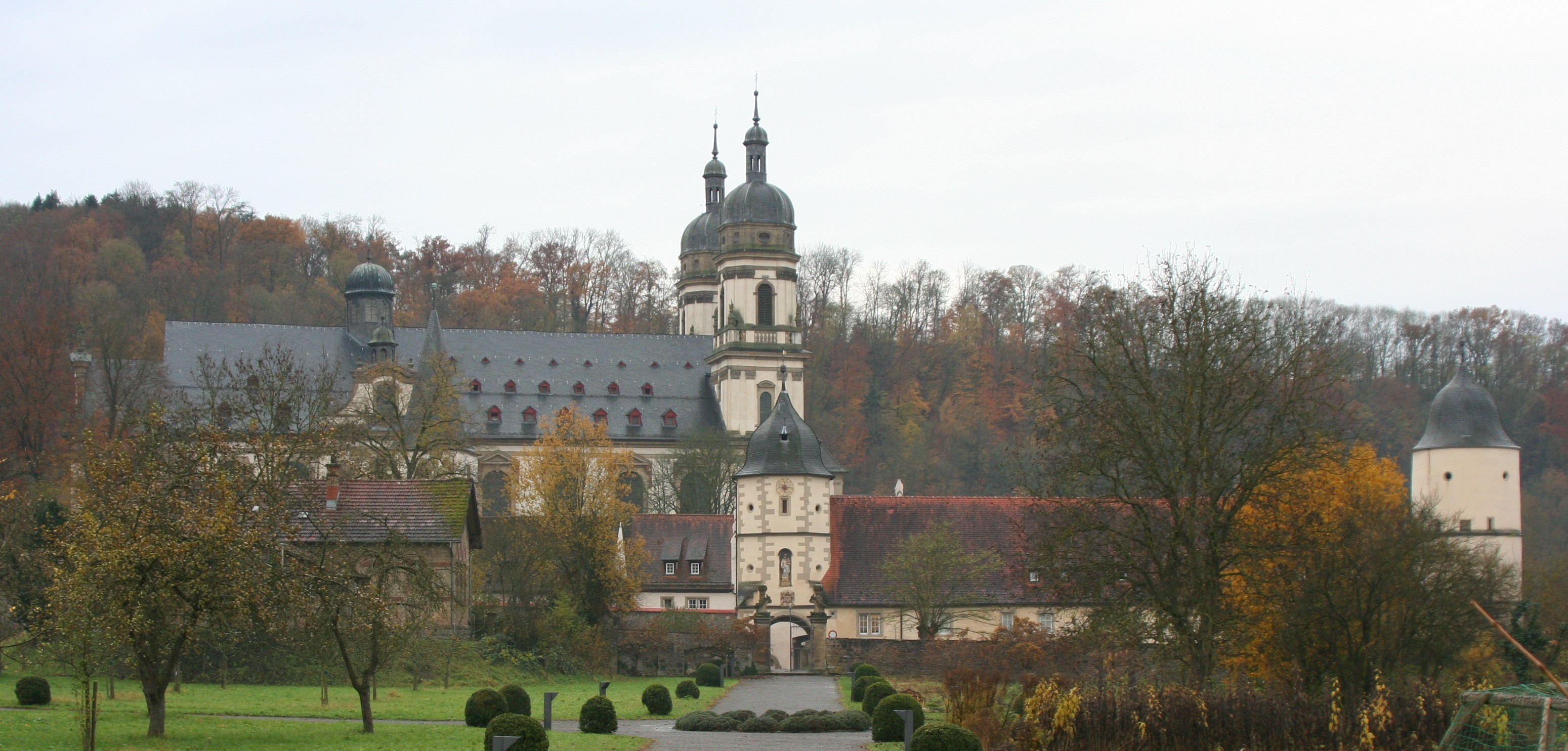
Монастырь Шёнталь

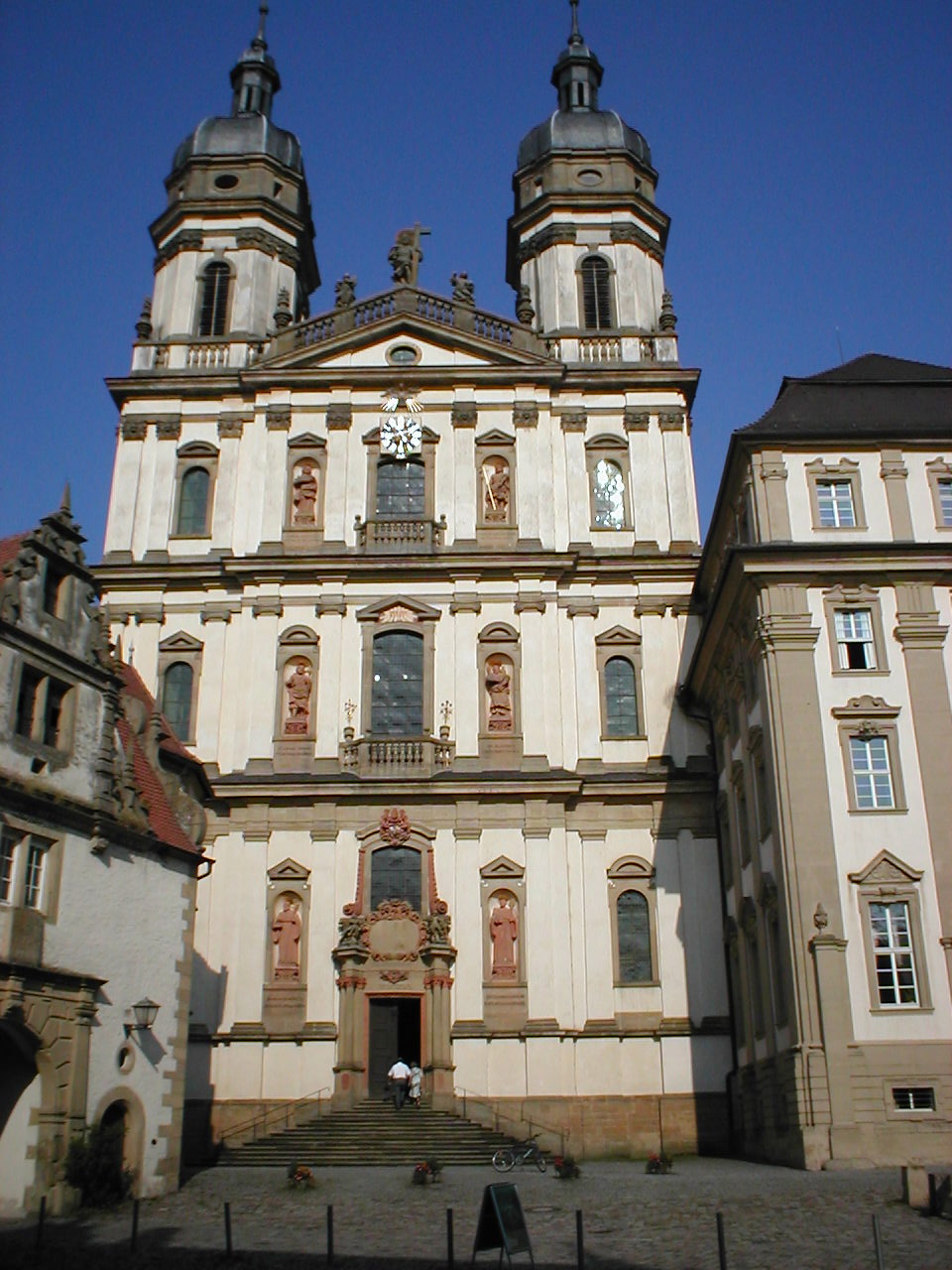
Церковь монастыря